# 부산광역시학생예술문화회관
부산광역시교육청학생예술문화회관(釜山廣域市學生藝術文化會館, Busan Art and Cultural Center for Students)은 부산광역시에 거주하는 학생들에게 다양한 체험활동을 제공하여 건전한 청소년문화예술교육을 창달하기 위하여 부산광역시교육청 산하에 설치된 직속기관이다.
관장은 교육연구관으로 보한다.

## 연혁
- 2013년 9월 1일: 개관

## 조직
관장
- 운영부
- 총무부